# Xanthoparmelia hypomelaenoides
Xanthoparmelia hypomelaenoides är en lavart som beskrevs av Elix & J. Johnst. Xanthoparmelia hypomelaenoides ingår i släktet Xanthoparmelia och familjen Parmeliaceae.   Inga underarter finns listade i Catalogue of Life.